# Związki homocykliczne

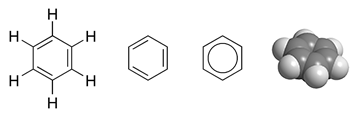
Benzen – przykład związku homocyklicznego

Związki homocykliczne (związki izocykliczne) – grupa pierścieniowych związków organicznych, w skład pierścienia których wchodzą atomy tego samego rodzaju. Przykładami związków homocyklicznych są na przykład: cyklopropan, cykloheksan oraz benzen, w skład pierścienia których wchodzą wyłącznie atomy węgla.